# Sjoerd van Ramshorst
Sjoerd van Ramshorst (Arnhem, 27 augustus 1986) is een Nederlands (sport)presentator, tekstschrijver en voormalig beeldredacteur bij NOS Studio Sport.

## Carrière
Na een studie Media en Cultuur aan de Universiteit van Amsterdam begon hij zijn journalistieke carrière bij lokale Amsterdamse media. Zo was van Ramshorst in 2009 actief op de nieuwsredactie van het radiostation AmsterdamFM. In 2010 ging hij aan de slag als beeldredacteur op de sportredactie van de NOS.
Na het vertrek van Aïcha Marghadi als presentator werd Van Ramshorst samen met Rivkah op het Veld geselecteerd om uitzendingen van het Sportjournaal te gaan presenteren. Nadat hij eerst alleen het sportblok in het NOS Journaal van 13.00 uur had gepresenteerd, mocht hij ook de presentatie van normale Studio Sport uitzendingen en live-uitzendingen van grote evenementen zoals de Ronde van Frankrijk, Roland Garros en Olympische Zomerspelen 2016 op zich nemen. In 2014 was Van Ramshorst een van de presentatoren van de rechtstreekse ochtenduitzending van de Olympische Winterspelen 2014. Tijdens het WK voetbal 2014 presenteert hij namens NOS Sport, net als Op het Veld het ochtendprogramma NOS Zomerochtend samen met een presentator van NOS Nieuws. 
Vanaf januari 2015 presenteert Van Ramshorst iedere week het Eredivisie-overzicht in NOS Studio Voetbal. In de zomer van 2019 werd Tom Egbers getroffen door een hartinfarct, wat hem tijdelijk aan de kant hield als presentator van Studio Sport. Van Ramshorst nam de presentatie tijdelijk van hem over. Vanaf oktober 2019 nam Van Ramshorst de presentatie van Studio Voetbal ook definitief over van Egbers.
Als redacteur heeft Van Ramshorst ook enige tijd voor het radioprogramma GIEL van NPO 3FM gewerkt.
In aanloop naar het WK Voetbal 2018 maakte hij samen met Jeroen Stekelenburg voor de NOS de documentaire De Staat van Oranje, een vierdelige documentaire over de staat van het Nederlandse voetbal.
In 2021 was Van Ramshorst te zien in De gevaarlijkste wegen van de wereld en in 2023 in Hunted VIPS samen met Jeroen Stomphorst. In 2025 was hij te zien als dragqueen in het televisieprogramma Make Up Your Mind.
Sinds 2024 presenteert hij de kennisquiz Met het Mes op Tafel. Hij nam hiermee het stokje over van Herman van der Zandt die dit programma tot 2023 presenteerde, maar moest stoppen omdat hij dat jaar besloot om te vertrekken naar KRO-NCRV om daar Philip Freriks op te volgen als presentator van De Slimste Mens. KRO-NCRV stond niet toe dat hij daarbij uitstapjes maakte naar andere omroepen.

## Privé
Van Ramshorst is getrouwd in 2021 en heeft een zoon. In het verleden had hij een relatie met presentatrice Dionne Stax.

## Trivia
- Van Ramshorst won in 2006 in het tv-programma Koppensnellers van Jack Spijkerman de Gouden Balkenende, de prijs voor grootste imitatietalent van Nederland. Hij won de wedstrijd met een imitatie van De Dijk-zanger Huub van der Lubbe. Van Ramshorst deed de jaren daarna meerdere malen imitaties van bekende Nederlanders voor onder meer het radioprogramma GIEL.
- Als tekstschrijver heeft Ramshorst  samengewerkt met Gerard Joling. Hij schreef onder andere de singles "Vakantie" (2018) en "Altijd Vrijgezel" (2023). Laatstgenoemde nummer werd tevens gebruikt als  titelsong van de reallifesoap "Only Joling" op RTL 4.